# Satipo
Satipo es una ciudad peruana, capital del distrito y de la  provincia homónimos, ubicada en el departamento de Junín. Según el censo de 2017, cuenta con 30 000 habitantes.

## Toponimia
El pueblo asháninca es originario de la región y ha sobrevivido hasta la actualidad. Así, el nombre de Satipo proviene del vocablo asháninca Aisatipoki que significa «los que llegan», término que usaban los ashánincas para referirse a los colonos que llegaban a asentarse a la región.

## Historia
En 1898, llegó el alemán Augusto Hilser, el primer colono de Satipo, estableciéndose después numerosos colonos del extranjero. El primer importante ingreso que se tuvo fue la de monseñor Francisco Irázola (1912), el mismo que partió de Ayacucho, por el río Apurímac, continuando por el río Ene, ingresando por el río Perené a Pangoa, y Satipo hasta Pampa Hermosa en 1915. En 1926 empezaron a llegar los primeros colonos de Yauyos, fueron 14 personas que se ubicaron en Paratushali.
En 1922, se inicia la construcción de la carretera Concepción – Satipo por la ruta del distrito de Comas. En 1927 llega el primer grupo organizado de colonos para iniciar la explotación de los recursos naturales de estas tierras; sin embargo, esta explotación no fue compartida con los actóctonos, lo cual se tradujo en un desarrollo poco equitativo.[cita requerida]
En noviembre de 1947, un terremoto causó desastres e inundaciones que destruyeron la ciudad de Satipo, cuya reconstrucción se inició en 1951 con la rehabilitación de la carretera Lima – Concepción – Satipo – Río Negro. Posteriormente continuaron llegando los colonos.
La violencia social que azotó al país en especial a Satipo se debió a las condiciones físico-geográficas de la zona, como son los bosques vírgenes inhóspitos con quebradas, precipicios, ríos, punas, de difícil acceso. La muy poca o ninguna atención del Gobierno Central, Regional, sumado a la falta de una política de ocupación del territorio y a la consecuente pobreza de los pueblos y de sus habitantes, dejando como saldo grandes pérdidas humanas, materiales y traumas dolorosos que no serán fáciles de superar.
En septiembre de 2003, en una reunión que concentró a los Representantes de los 8 Distritos de la Provincia se aprobó entre otros, el Mega Proyecto: “Formación de una Identidad Propia” con el objetivo de “Defender sus Intereses y Luchar por su Desarrollo”.

## Geografía
Importante centro administrativo y comercial, es una ciudad de base agraria.
Ubicada en la selva alta, Satipo se encuentra a unos 631 m s. n. m. Además, posee un clima húmedo y semicálido, con una temperatura máxima promedio de 32 y 34 °C. La temperatura media anual es de 24.8 °C. 
| Parámetros climáticos promedio de Satipo | Parámetros climáticos promedio de Satipo | Parámetros climáticos promedio de Satipo | Parámetros climáticos promedio de Satipo | Parámetros climáticos promedio de Satipo | Parámetros climáticos promedio de Satipo | Parámetros climáticos promedio de Satipo | Parámetros climáticos promedio de Satipo | Parámetros climáticos promedio de Satipo | Parámetros climáticos promedio de Satipo | Parámetros climáticos promedio de Satipo | Parámetros climáticos promedio de Satipo | Parámetros climáticos promedio de Satipo | Parámetros climáticos promedio de Satipo |
| Mes                                      | Ene.                                     | Feb.                                     | Mar.                                     | Abr.                                     | May.                                     | Jun.                                     | Jul.                                     | Ago.                                     | Sep.                                     | Oct.                                     | Nov.                                     | Dic.                                     | Anual                                    |
| ---------------------------------------- | ---------------------------------------- | ---------------------------------------- | ---------------------------------------- | ---------------------------------------- | ---------------------------------------- | ---------------------------------------- | ---------------------------------------- | ---------------------------------------- | ---------------------------------------- | ---------------------------------------- | ---------------------------------------- | ---------------------------------------- | ---------------------------------------- |
| Temp. máx. media (°C)                    | 29.8                                     | 29.1                                     | 29.7                                     | 30.5                                     | 30.2                                     | 29.8                                     | 29.3                                     | 30.5                                     | 30.8                                     | 30.7                                     | 30.6                                     | 29.9                                     | 30.1                                     |
| Temp. media (°C)                         | 24.5                                     | 24.2                                     | 24.3                                     | 24.5                                     | 23.9                                     | 23.1                                     | 22.7                                     | 23.6                                     | 24.2                                     | 24.7                                     | 24.7                                     | 24.3                                     | 24.1                                     |
| Temp. mín. media (°C)                    | 19.3                                     | 19.3                                     | 18.9                                     | 18.5                                     | 17.6                                     | 16.4                                     | 16.2                                     | 16.8                                     | 17.6                                     | 18.7                                     | 18.8                                     | 18.7                                     | 18.1                                     |
| Fuente: climate-data.org                 |                                          |                                          |                                          |                                          |                                          |                                          |                                          |                                          |                                          |                                          |                                          |                                          |                                          |